# Museu Nacional de História e Cultura Afro-Americana
O Museu Nacional de História e Cultura Afro-Americana (National Museum of African American History and Culture - NMAAHC), informalmente conhecido como Blacksonian, é um museu pertencente ao Instituto Smithsonian, localizado no National Mall, em Washington, D.C., Estados Unidos. Fundado em 2003, o museu inaugurou sua sede permanente em 2016, em uma cerimônia conduzida pelo presidente Barack Obama.
A ideia de criar um museu federal dedicado à história e à cultura afro-americana remonta a 1915, com a formação da Associação Nacional de Memoriais [en], mas o movimento contemporâneo em prol dessa instituição começou a ganhar força na década de 1970. Após anos de esforços sem grandes avanços, em 1988 foi iniciado um processo legislativo que resultou na autorização para a criação do museu em 2003. A escolha do local foi feita em 2006, e o projeto arquitetônico desenvolvido pela equipe Freelon Group/AdjayeAssociates/Davis Brody Bond [en] foi selecionado em 2009. A construção do edifício teve início em 2012, sendo concluída em 2016.
O NMAAHC é atualmente o maior museu do mundo dedicado à história e à cultura afro-americana. Em 2022, o museu recebeu 1.092.552 visitantes, tornando-se o segundo museu mais visitado do Instituto Smithsonian e o oitavo mais visitado [en] nos Estados Unidos. Sua coleção abrange mais de 40.000 itens, embora cerca de 3.500 objetos estejam em exibição. Com um edifício de 33.000 m² e 10 andares (sendo cinco acima e cinco abaixo do nível do solo), o museu e suas exposições têm recebido ampla aclamação da crítica.

## Histórico

### Esforços iniciais
O conceito de um museu nacional dedicado à história e à cultura afro-americana [en] remonta à segunda década do século XX. Em 1915, veteranos afro-americanos do Exército da União se reuniram na Igreja Batista da Nineteenth Street [en], em Washington, D.C., para uma reunião e um desfile. Frustrados com a discriminação racial que ainda enfrentavam, formaram um comitê com o objetivo de construir um memorial para as diversas conquistas afro-americanas. Seus esforços foram recompensados em 1929, quando o presidente Herbert Hoover nomeou Mary Church Terrell [en], Mary McLeod Bethune e outras dez pessoas para uma comissão encarregada de construir um “Edifício Memorial Nacional” que celebrasse as realizações afro-americanas nas artes e nas ciências. No entanto, o projeto não recebeu apoio do Congresso, e a arrecadação de fundos privados também fracassou. Embora propostas para a criação de um museu dedicado à história e cultura afro-americana tenham sido apresentadas no Congresso ao longo dos 40 anos seguintes, nenhuma delas obteve mais do que um apoio limitado.
As discussões sobre a criação de um museu retomaram força no Congresso no início da década de 1970. Em 1981, o Congresso aprovou uma carta federal para a criação de um Museu Nacional Afro-Americano [en] em Wilberforce, Ohio. O museu, construído e financiado com recursos privados, foi inaugurado em 1987. Paralelamente, na mesma época, Tom Mack, presidente afro-americano da Tourmobile [en] (uma empresa de ônibus de turismo), fundou o Conselho Nacional de Educação e Desenvolvimento Econômico (NCEED). Sua intenção era usar o NCEED para promover iniciativas de desenvolvimento econômico, educação e artes dentro da comunidade negra. Encorajado pela ação do Congresso em 1981, Mack passou a usar o NCEED para pressionar pela criação de um museu afro-americano independente em Washington, D.C., iniciando suas atividades nesse sentido em 1985. No entanto, Mack não colaborou com outras organizações culturais lideradas por afro-americanos, que também estavam buscando aumentar a representação dos afro-americanos nas coleções do Smithsonian e de outras instituições federais.

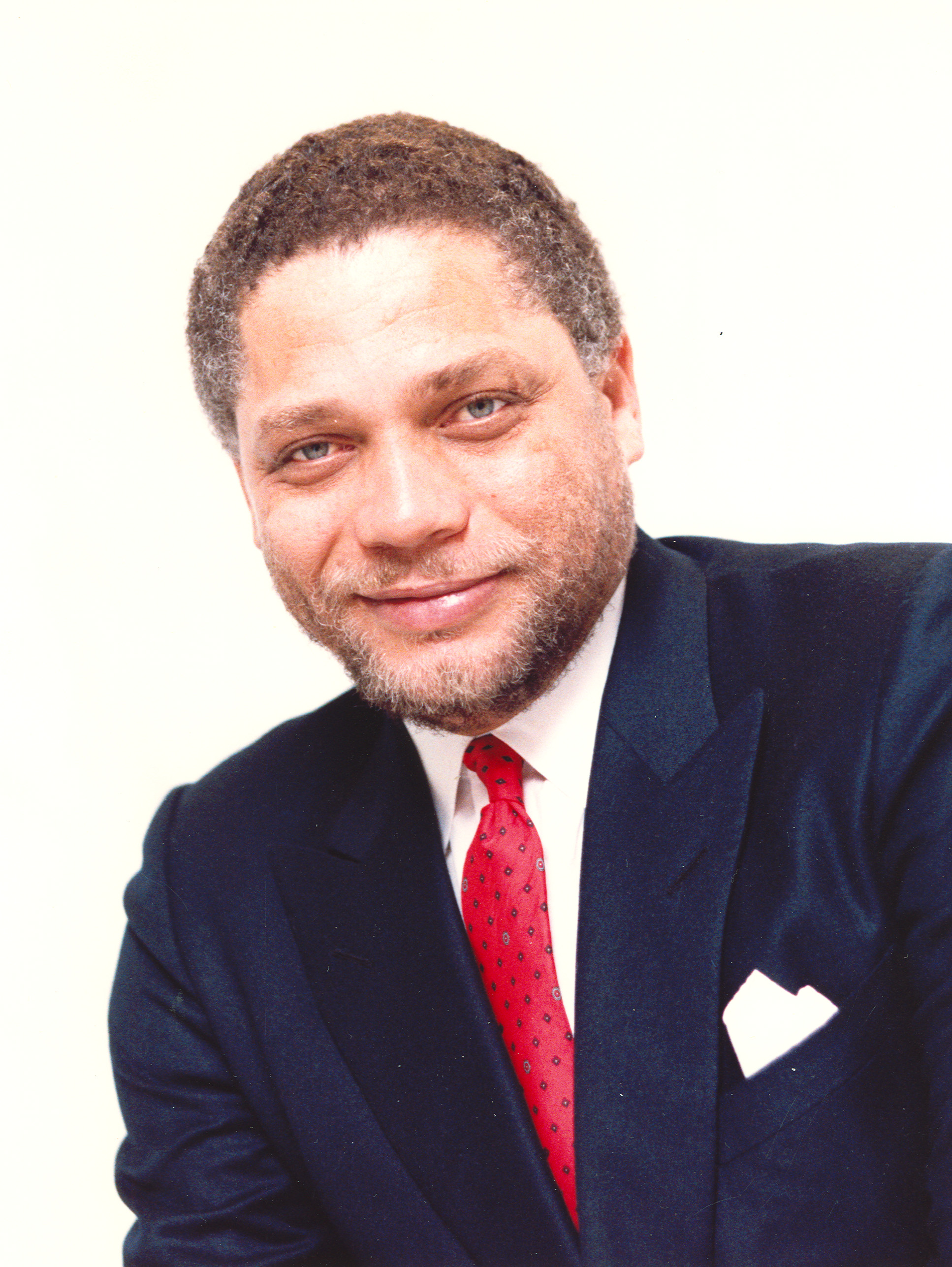
O deputado Mickey Leland, um dos primeiros a apoiar a legislação federal para um museu de história negra

Em 1985, Mack entrou em contato com o deputado Mickey Leland [en], que se mostrou receptivo à ideia de um museu nacional voltado para a história afro-americana. Com o apoio de Leland, uma legislação foi proposta no Congresso. Em 1986, Leland patrocinou uma resolução não vinculante que defendia a criação de um museu afro-americano no National Mall, a qual foi aprovada pela Câmara dos Deputados. O crescente interesse do Congresso incentivou o Instituto Smithsonian a aprimorar suas apresentações sobre a história afro-americana. Em 1987, o Museu Nacional de História Americana patrocinou a importante exposição Field to Factory, que abordou a diáspora negra no Sul Profundo dos Estados Unidos na década de 1950.
O sucesso de Field to Factory motivou Mack a continuar sua busca pela criação de um museu. Entre 1987 e 1988, o NCEED iniciou uma campanha para angariar apoio entre os membros negros do Congresso, visando a aprovação de uma legislação para a criação de um museu nacional independente de história afro-americana em Washington, D.C. Contudo, o NCEED enfrentou forte oposição da Associação de Museus Afro-Americanos (AAMA), uma organização que representava pequenos museus locais dedicados à arte, cultura e história afro-americana. John Kinard [en], presidente da AAMA e cofundador do Museu Comunitário de Anacostia [en] (que se tornaria parte do Instituto Smithsonian em 1967), foi um dos principais opositores à iniciativa. Kinard argumentava que a criação de um grande museu nacional poderia desviar recursos de doadores e prejudicar os museus locais, que enfrentavam dificuldades para obter artefatos e formar equipes treinadas. Ele e a AAMA defendiam, em vez disso, a criação de um fundo de apoio para museus locais de história negra, com um investimento inicial de US$ 50 milhões.
Além disso, havia críticas sobre o histórico de discriminação racial dentro do Smithsonian, o que gerava dúvidas sobre sua capacidade de administrar adequadamente um museu focado na história afro-americana. Muitos museus locais temiam que a criação de um museu nacional subordinado ao Smithsonian pudesse comprometer sua autonomia política, financeira e acadêmica, especialmente após décadas de luta pela independência em um contexto de governos locais predominantemente brancos e, muitas vezes, racistas.

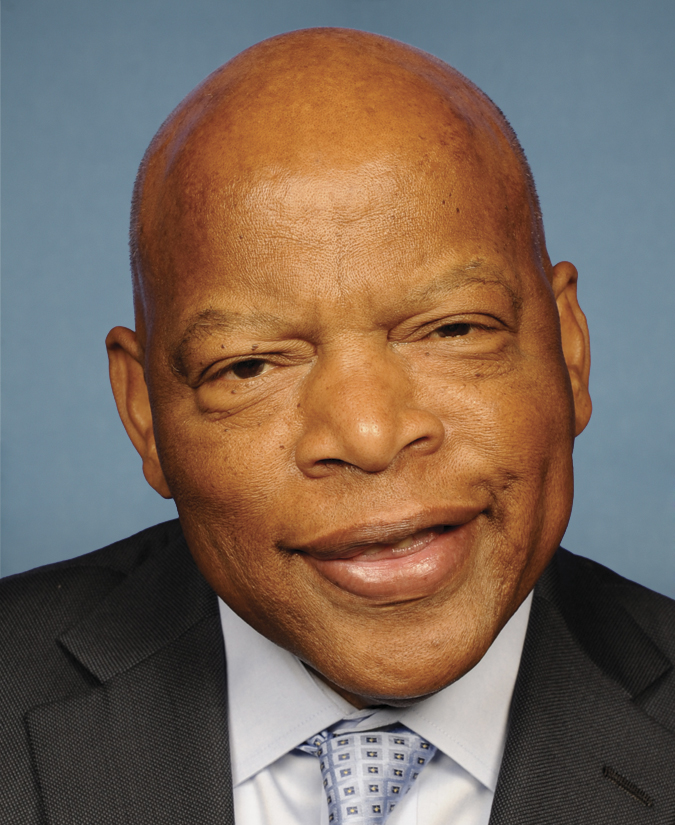
O deputado John Lewis, que defendeu a legislação para o museu após a morte do deputado Leland num acidente de avião em 1989

Em 1988, os deputados John Lewis e Mickey Leland apresentaram um novo projeto de lei propondo a criação de um museu independente de história afro-americana dentro da Smithsonian. Contudo, o projeto enfrentou significativa resistência no Congresso, principalmente devido às preocupações com os custos envolvidos. Para tentar viabilizar a proposta, os defensores do museu sugeriram uma solução de compromisso, propondo que o museu afro-americano compartilhasse o mesmo espaço com o museu dedicado à história dos nativos americanos, que também estava sendo discutido no Congresso. No entanto, essa alternativa não obteve apoio suficiente e o projeto de lei acabou sendo arquivado.
Em 1989, Lewis e Leland tentaram novamente, apresentando uma nova proposta. Mais uma vez, as questões orçamentárias impediram que o projeto avançasse. Entretanto, o Smithsonian estava começando a considerar a viabilidade de um museu dedicado à história afro-americana. Em 1988, um grupo ad hoc de acadêmicos afro-americanos, composto principalmente por especialistas do próprio Smithsonian, mas também de outras instituições, iniciou discussões informais sobre como seria um museu de história afro-americana. Durante essas discussões, o Secretário do Smithsonian, Robert McCormick Adams Jr [en]., sugeriu publicamente, em outubro de 1989, que apenas uma ala do Museu Nacional de História Americana fosse dedicada à cultura negra, uma proposta que gerou grande controvérsia.
Essas discussões levaram a uma abordagem mais formal por parte do Smithsonian. Em dezembro de 1989, o Smithsonian contratou a administradora de museus Claudine Brown [en], uma profissional respeitada nacionalmente, para realizar um estudo formal sobre a criação do museu. Seis meses depois, o relatório de Brown concluiu que o Smithsonian deveria formar um conselho consultivo de alto nível para conduzir um estudo mais detalhado sobre o assunto. O estudo destacou as divisões dentro da comunidade afro-americana em relação à criação de um museu nacional autônomo e à conveniência de dedicar um espaço específico dentro de uma instituição existente. Contudo, o estudo também defendeu com vigor a criação de um museu nacional de grande visibilidade, com um amplo mandato para documentar a experiência afro-americana nos Estados Unidos. Além disso, o relatório criticou a capacidade do Smithsonian de representar adequadamente a história e a cultura afro-americana sem a criação de uma instituição dedicada exclusivamente a esse tema, e sugeriu a necessidade de nomeações de afro-americanos para cargos de liderança no novo museu.
Em maio de 1990, o Smithsonian formou o conselho consultivo com 22 membros, presidido por Mary Schmidt Campbell [en]. A criação desse conselho representou um avanço significativo no processo. Muitos membros do Conselho de Regentes do Smithsonian ainda questionavam a viabilidade do projeto, alegando que a "cultura e história afro-americana" eram conceitos indefiníveis e que não havia artefatos ou obras de arte de relevância nacional suficientes para justificar a criação de um museu independente. No entanto, em 6 de maio de 1991, após um ano de estudos, o conselho consultivo emitiu um relatório recomendando a criação de um museu nacional de história afro-americana, e o Conselho de Regentes do Smithsonian aprovou unanimemente a proposta.
Apesar do apoio do Conselho de Regentes, a solução adotada não previa um museu autônomo, mas sim a instalação de uma nova exibição permanente no Salão Leste do Pavilhão das Artes e Indústrias [en] do Smithsonian. A proposta também incluía a manutenção do Museu Comunitário de Anacostia como uma instalação separada, além de garantir ao novo museu um conselho administrativo independente. Os regentes do Smithsonian também aprovaram a criação de um programa de concessão de subsídios para apoiar os museus afro-americanos locais, ajudando-os a expandir suas coleções e a treinar suas equipes.
Além disso, os regentes aprovaram um "projeto de identificação de coleções", com o objetivo de identificar doadores que estivessem dispostos a doar, vender ou emprestar itens para o novo museu, caso ele fosse implementado.

### Esforços da década de 1990
Em setembro de 1991, o Conselho de Regentes do Smithsonian concordou em elaborar uma legislação para a criação de um museu dedicado à história e cultura afro-americana e apresentou um projeto ao Congresso em fevereiro de 1992. No entanto, o projeto enfrentou críticas, especialmente por parte de Tom Mack e outros defensores do museu, que consideraram o espaço proposto inadequado para abrigar a coleção planejada, por ser pequeno e estar localizado em um edifício antigo. Embora o projeto tenha sido aprovado nos comitês da Câmara e do Senado, ele não avançou, morrendo novamente no processo legislativo. Em 1994, o senador Jesse Helms bloqueou a legislação no plenário do Senado, citando preocupações fiscais e filosóficas, apesar de o projeto ter recebido apoio bipartidário.
Em 1995, enfrentando dificuldades financeiras, o Smithsonian abandonou sua proposta para um novo museu e, em vez disso, sugeriu a criação de um novo Centro de História e Cultura Afro-Americana dentro da instituição. O novo secretário do Smithsonian, Ira Michael Heyman [en], questionou publicamente a necessidade de museus “étnicos” no National Mall, uma posição que foi amplamente vista como um retrocesso, especialmente por figuras como Mary Schmidt Campbell, embora os funcionários do Smithsonian tenham contestado essa caracterização. Para demonstrar apoio à preservação da história afro-americana, o Smithsonian lançou uma campanha de arrecadação de fundos em março de 1998, destinada ao novo centro, que arrecadou US$ 100.000.
Com a saída de Heyman do Smithsonian em janeiro de 1999, o debate sobre o museu continuou, enquanto outras cidades avançaram na criação de museus dedicados à história afro-americana. Em 1997, a cidade de Detroit inaugurou o Museu de História Afro-Americana [en] de US$ 38,4 milhões e 11.000 m². Ao mesmo tempo, Cincinnati estava levantando fundos para o Centro Nacional de Liberdade da Ferrovia Subterrânea [en], um projeto de US$ 90 milhões e 14.600 m², cuja construção teve início em 2002.

### Aprovação de legislação federal
Em 2001, os deputados John Lewis e J.C. Watts [en] reintroduziram a proposta de criação de um museu afro-americano no Congresso. Sob a liderança do novo secretário do Smithsonian, Lawrence M. Small [en], o Conselho de Regentes do Smithsonian revisou sua posição e, em junho de 2001, concordou em apoiar a criação de um Museu Nacional de História e Cultura Afro-Americana autônomo. Com isso, o Smithsonian solicitou ao Congresso a criação de uma comissão de estudos financiada pelo governo federal. O Congresso respondeu rapidamente e, em 29 de dezembro de 2003, o presidente George W. Bush sancionou a legislação que estabelecia uma comissão de 23 membros, encarregada de estudar a viabilidade do museu, como levantar os recursos necessários para sua construção e manutenção, e determinar o local mais adequado para sua instalação. Durante a cerimônia de assinatura, o presidente expressou seu desejo de que o museu fosse localizado no National Mall.
O trabalho da comissão de estudos, que estava previsto para durar nove meses, levou quase dois anos. Em novembro de 2002, na expectativa de um resultado favorável, a companhia de seguros AFLAC [en] doou US$ 1 milhão (~US$ 1,62 milhão em 2023) para ajudar a financiar a construção do museu. Em 3 de abril de 2003, a comissão divulgou seu relatório final. Como esperado, a comissão recomendou a criação do museu e sugeriu um local de grande destaque, próximo ao Espelho de Água do Capitólio, entre as avenidas Pennsylvania e Constitution NW e as ruas 1st e 3rd NW. A comissão descartou a ideia de instalar o museu no Arts and Industries Building, alegando que as reformas necessárias seriam excessivamente caras. Outras possíveis localizações, como a área a oeste do Museu Nacional de História Americana e o local na orla sudoeste de Washington, também foram consideradas, mas rejeitadas.
A comissão também discutiu qual seria o modelo de governança do museu. Embora tenha considerado a criação de um conselho de administração independente, como o do Museu Memorial do Holocausto dos Estados Unidos, ou um conselho híbrido, como o da Galeria Nacional de Arte, a comissão optou por um modelo de governança em que o museu seria administrado por um conselho nomeado exclusivamente pelo Conselho de Regentes do Smithsonian. Além disso, a comissão propôs que o museu tivesse 350.000 pés quadrados (aproximadamente 32.500 metros quadrados) e que o custo da construção fosse de US$ 360 milhões, com metade dos recursos vindo de fontes privadas e a outra metade do governo federal.
A legislação para implementar as recomendações da comissão foi patrocinada no Senado por Sam Brownback e na Câmara dos Deputados por John Lewis. Enquanto a legislação estava sendo debatida no Congresso, a escolha do local para o museu se tornou um ponto de controvérsia. Diversos membros do público, além de alguns congressistas e grupos de defesa, consideraram que o local próximo à Colina do Capitólio era excessivamente proeminente e poderia resultar em um National Mall congestionado. Outras opções, como o Edifício Federal Liberty Loan e o Parque Benjamin Banneker, também foram sugeridas. Essa disputa ameaçou a aprovação da legislação.
Para garantir que o projeto avançasse, os apoiadores do museu concordaram, em meados de novembro de 2003, em abandonar a proposta de localização na Colina do Capitólio, optando por um compromisso que viabilizaria a aprovação do projeto. Com isso, a Câmara dos Deputados aprovou o Projeto de Lei do Museu Nacional de História e Cultura Afro-Americana em 19 de novembro de 2003, e o Senado fez o mesmo dois dias depois. O presidente George W. Bush sancionou a lei em 16 de dezembro de 2003. A legislação destinou US$ 17 milhões para o planejamento do museu e para o processo de seleção do local, além de US$ 15 milhões para programas educacionais relacionados à história afro-americana. Esses programas incluíam subsídios a museus afro-americanos para fortalecer suas coleções e operações, estágios e bolsas de estudo para promover a educação e a pesquisa sobre história afro-americana, bem como o apoio a museus locais no desenvolvimento de seus fundos patrimoniais.
A legislação também criou um comitê para selecionar o local do museu, com a exigência de que a recomendação fosse apresentada em até 12 meses. O comitê foi limitado a estudar quatro locais: o terreno a oeste do Museu Nacional de História Americana, o Edifício Federal Liberty Loan, o Parque Benjamin Banneker e o Edifício de Artes e Indústrias.

## Concurso de localização e design

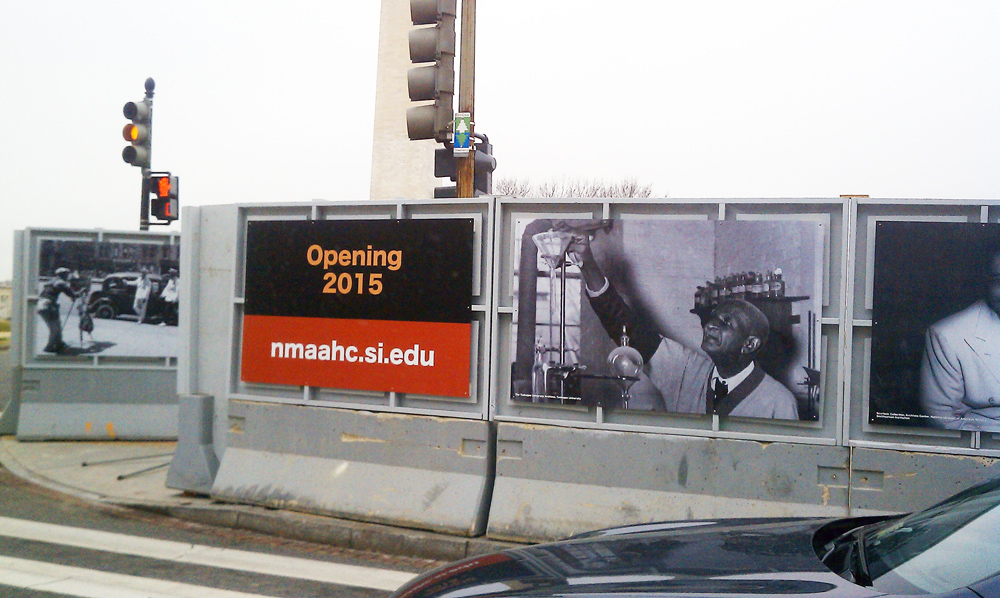
Placas de construção no futuro local do Museu Nacional de História e Cultura Afro-Americana em Washington, D.C

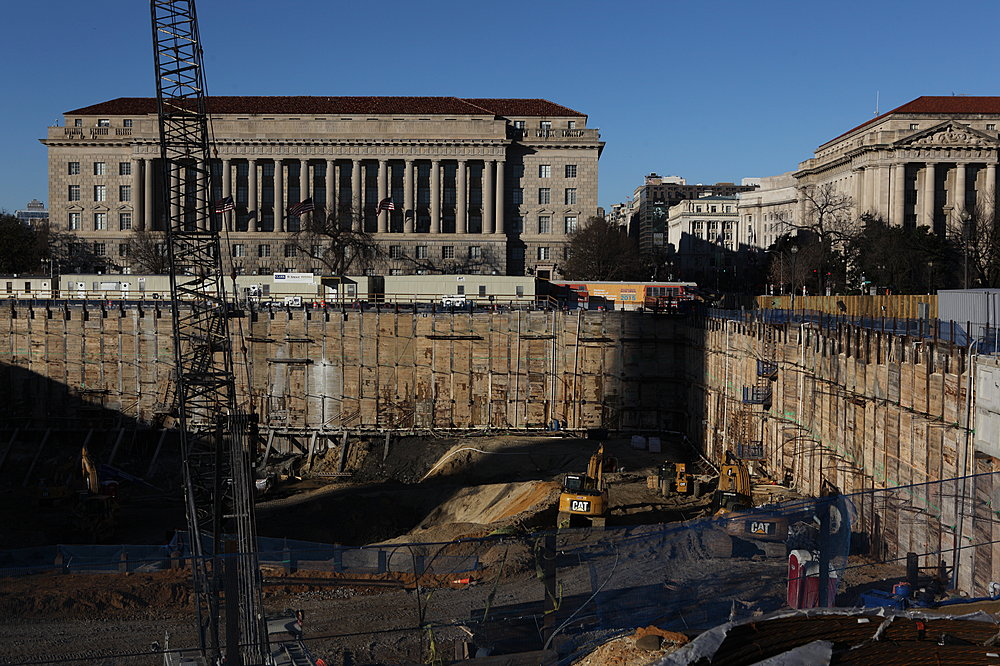
Canteiro de obras - 20 de janeiro de 2013

Em 8 de fevereiro de 2005, com o comitê de seleção do local ainda em processo de deliberação, o presidente George W. Bush reiterou seu apoio à localização do museu no National Mall, defendendo que essa área seria o local mais adequado para o Museu Nacional de História e Cultura Afro-Americana.
Após um longo período de análise, o comitê de seleção do local finalmente emitiu sua recomendação em 31 de janeiro de 2006, com um atraso de 13 meses. A escolha recaiu sobre o terreno a oeste do Museu Nacional de História Americana, uma área que fazia parte do terreno do Monumento a Washington, mas que já estava reservada para um museu ou outro edifício no Plano L'Enfant [en] de 1791 e no Plano McMillan [en] de 1902. Originalmente, no início do século XX, o Departamento de Estado dos Estados Unidos havia planejado construir sua sede nesse local, e em 1995 o Conselho Consultivo do Memorial Nacional da Segunda Guerra Mundial também havia considerado essa área como uma possível localização.
Em 15 de março de 2005, o Smithsonian nomeou o Dr. Lonnie G. Bunch III [en] como diretor do Museu Nacional de História e Cultura Afro-Americana, marcando um passo importante para a realização do projeto.
O Conselho do Museu patrocinou um concurso de design em 2008, com o objetivo de projetar o edifício do museu, que teria 33.000 m², com três andares subterrâneos e cinco andares acima do solo. O projeto estava limitado a um terreno de 20.000 m², conforme especificado pelo comitê de seleção do local. O museu deveria obter a certificação LEED Gold, além de atender aos rigorosos padrões de segurança exigidos para edifícios federais. O orçamento para a construção foi estipulado em US$ 500 milhões (~US$ 707,57 milhões em valores de 2023).
Os critérios do concurso eram claros: o design vencedor deveria respeitar a história e as vistas do Monumento a Washington, e ao mesmo tempo refletir a experiência afro-americana. O projeto deveria transmitir um sentido de otimismo, espiritualidade e alegria, mas também reconhecer e incorporar os "cantos escuros" dessa experiência, abordando tanto os aspectos de resistência quanto de celebração da cultura afro-americana. Além disso, o edifício deveria funcionar como um museu, mas também ser capaz de sediar eventos culturais e outras atividades diversas.
Centenas de arquitetos e empresas de design foram convidados a participar do concurso, e seis finalistas foram selecionados:
- Devrouax [en]+Purnell e Pei Cobb Freed & Partners [en];
- Diller Scofidio + Renfro, com KlingStubbins [en];
- Freelon [en] Adjaye Bond/SmithGroup [en];
- Foster and Partners/URS Corporation [en];
- Moody Nolan [en], com Antoine Predock;
- Moshe Safdie and Associates, com Sulton Campbell Britt & Associates.

O projeto vencedor do concurso de design para o Museu Nacional de História e Cultura Afro-Americana foi apresentado por Freelon Group/Adjaye Associates/Davis Brody Bond. O design do edifício propunha uma pirâmide de degraus invertida nos andares superiores, cercada por uma tela arquitetônica de bronze, inspirada na coroa usada na cultura iorubá. A ideia era refletir visualmente a forma de uma coroa, representando uma ligação simbólica entre o passado e o presente. As três formas trapezoidais empilhadas que caracterizavam o projeto foram diretamente inspiradas no topo de uma escultura do renomado escultor africano Olowe de Ise [en], cujas obras estão agora em exibição no museu.
De acordo com as regulamentações federais, o projeto precisou passar pela análise e aprovação de várias agências de planejamento e preservação histórica, incluindo a Comissão de Planejamento da Capital Nacional, a Comissão de Belas Artes dos Estados Unidos [en] e a Comissão de Preservação Histórica de Washington. Como resultado dessa revisão, algumas alterações foram feitas ao design original. O edifício foi deslocado para o limite sul do terreno, a fim de proporcionar uma vista mais aberta do Monumento a Washington a partir da Avenida Constitution [en]. Além disso, a área dos andares superiores foi reduzida em 17%, e a altura total do edifício foi diminuída, embora três andares superiores ainda fossem permitidos, em vez de dois, como originalmente previsto. O teto de cada andar foi rebaixado para reduzir a altura total do edifício.
Além disso, o projeto original foi modificado para integrar elementos simbólicos, como um lago, um jardim e uma ponte na entrada da Constitution Avenue, criando uma experiência de "atravessar a água", uma referência direta à jornada que os africanos escravizados realizaram ao chegar aos Estados Unidos. Essas modificações ajudaram a equilibrar as exigências arquitetônicas e simbólicas com as preocupações de visibilidade e contexto histórico do local.
Em fevereiro de 2012, o Smithsonian estimou que o Museu Nacional de História e Cultura Afro-Americana seria inaugurado em 2015. Enquanto o edifício ainda estava em construção, o museu começou a ocupar uma galeria no segundo andar do Museu Nacional de História Americana, oferecendo ao público uma prévia de sua futura coleção.
O financiamento do museu recebeu contribuições significativas de diversas fontes. Em 10 de junho de 2013, a magnata da mídia Oprah Winfrey fez uma doação de US$ 12 milhões, complementando os US$ 1 milhão que ela já havia doado ao museu em 2007. Como reconhecimento, o Smithsonian anunciou que o teatro de 350 lugares do museu seria nomeado em sua homenagem. Em 22 de janeiro de 2014, a GM Foundation anunciou uma doação de US$ 1 milhão para ajudar na construção do prédio e na criação de exposições permanentes.

### Mudanças no projeto do prédio

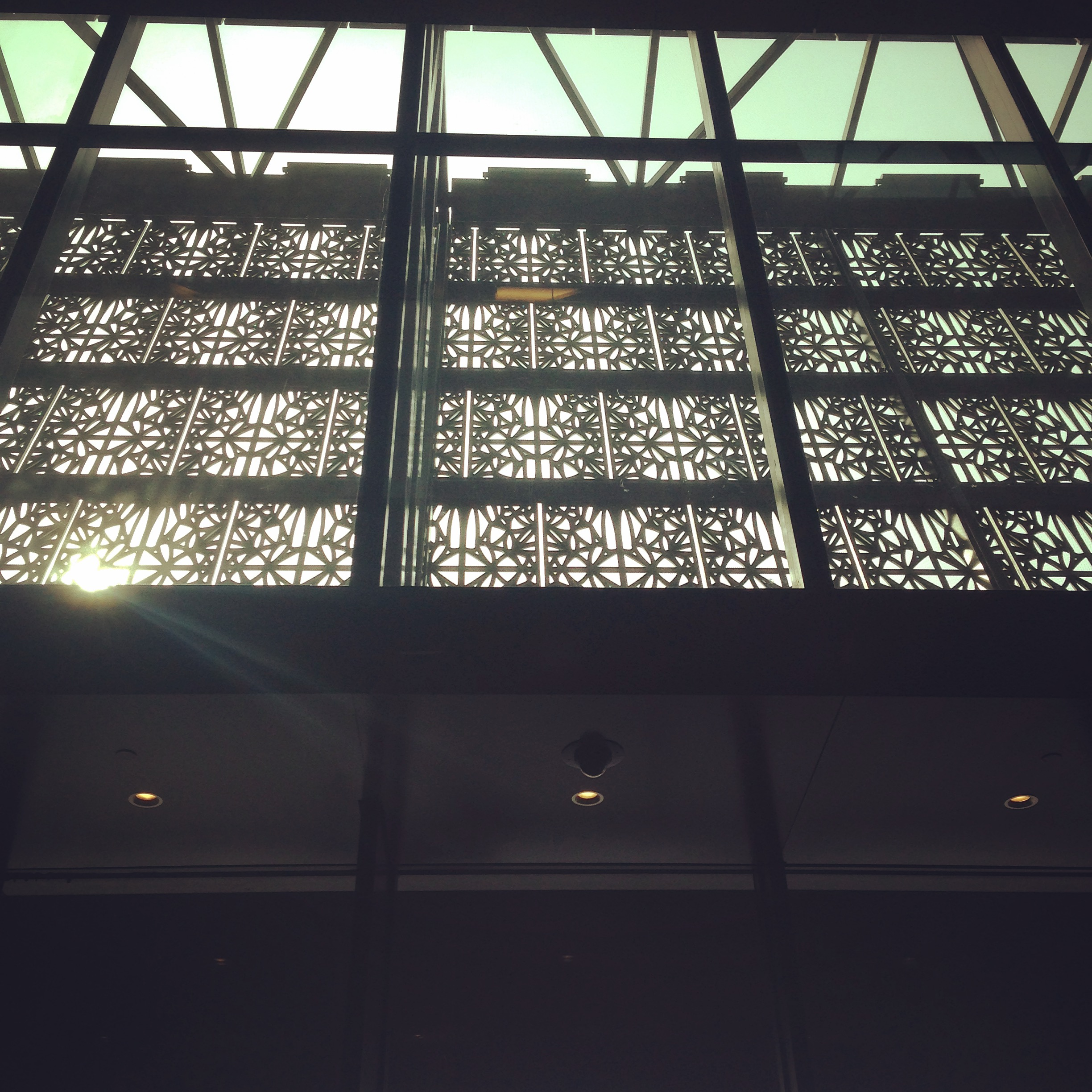
O painel da fachada visto do saguão de entrada

Em setembro de 2012, houve uma modificação significativa no design da moldura arquitetônica que circunda o edifício do Museu Nacional de História e Cultura Afro-Americana. Originalmente, o edifício era concebido como uma estrutura em forma de caixa, e a coroa de três partes que caracterizava o projeto seria composta por uma estrutura separada, minimamente conectada ao edifício. A tela que envolvia a estrutura, cujas formas se inclinavam para fora, criando a coroa, era projetada para ser feita de bronze e perfurada por padrões geométricos inspirados em grades de ferro históricas encontradas em comunidades afro-americanas, como em Charleston, Carolina do Sul, e Nova Orleans, Louisiana.
A escolha do bronze para a tela, no entanto, foi revista devido a questões de custo. Em setembro de 2012, os arquitetos alteraram o material para alumínio pintado de bronze. Embora a Comissão de Belas Artes tenha aprovado a mudança, os comissários expressaram críticas, destacando que o alumínio não possuía as mesmas qualidades quentes e reflexivas do bronze. O arquiteto renomado Witold Rybczynski também fez uma observação crítica, mencionando que, embora o bronze tenha um apelo devido ao seu brilho dourado e à pátina que adquire com o tempo, superfícies pintadas de maneira uniforme não possuem essas características e, eventualmente, sofrem com o desgaste, prejudicando a intenção original do projeto.
Além disso, o projeto de paisagismo do museu também passou por alterações em 2013. Inicialmente, o design contemplava a criação de um pântano com um riacho, pontes e plantas nativas. Contudo, devido a limitações orçamentárias, o projeto foi alterado, sendo substituído por uma cerca viva baixa. Essa proposta foi apresentada à Comissão de Belas Artes em abril de 2013, mas foi rejeitada devido à preocupação com a possível perda do significado simbólico do projeto paisagístico. Em resposta, o Smithsonian revisou o projeto, substituindo a cerca viva por um muro baixo de granito preto e opaco, que foi aprovado pela Comissão de Belas Artes e encaminhado à Comissão Nacional de Planejamento da Capital (NCPC). Esperava-se que a NCPC aprovasse o novo design em agosto de 2013.
O debate sobre o acabamento da tela continuou em 2014, com a Comissão de Belas Artes insistindo no uso do bronze, argumentando que o material proporcionaria um efeito cintilante e transmitiria dignidade e permanência à estrutura. Vários materiais alternativos foram testados, mas não atenderam às exigências da comissão. O revestimento de Duranar, por exemplo, foi rejeitado por não apresentar a aparência desejada em condições de iluminação nublada. O LuminOre, um metal pulverizável, foi descartado devido a dificuldades na produção de alta qualidade e sua propensão a descamação e descoloração. Outros revestimentos, como o alumínio anodizado e o processo de deposição física de vapor com niquelagem-cromo, também foram rejeitados por não atenderem aos requisitos de cor, brilho e durabilidade.
Após uma série de testes, o fluoreto de polivinilideno (PVDF) foi finalmente aprovado como material de revestimento em fevereiro de 2014 pela Comissão de Belas Artes e em abril de 2014 pela Comissão Nacional de Planejamento da Capital. Essa decisão permitiu que o projeto seguisse em frente, atendendo às exigências de design e funcionalidade, mantendo a integridade estética e simbólica do museu.

### Construção do prédio do museu

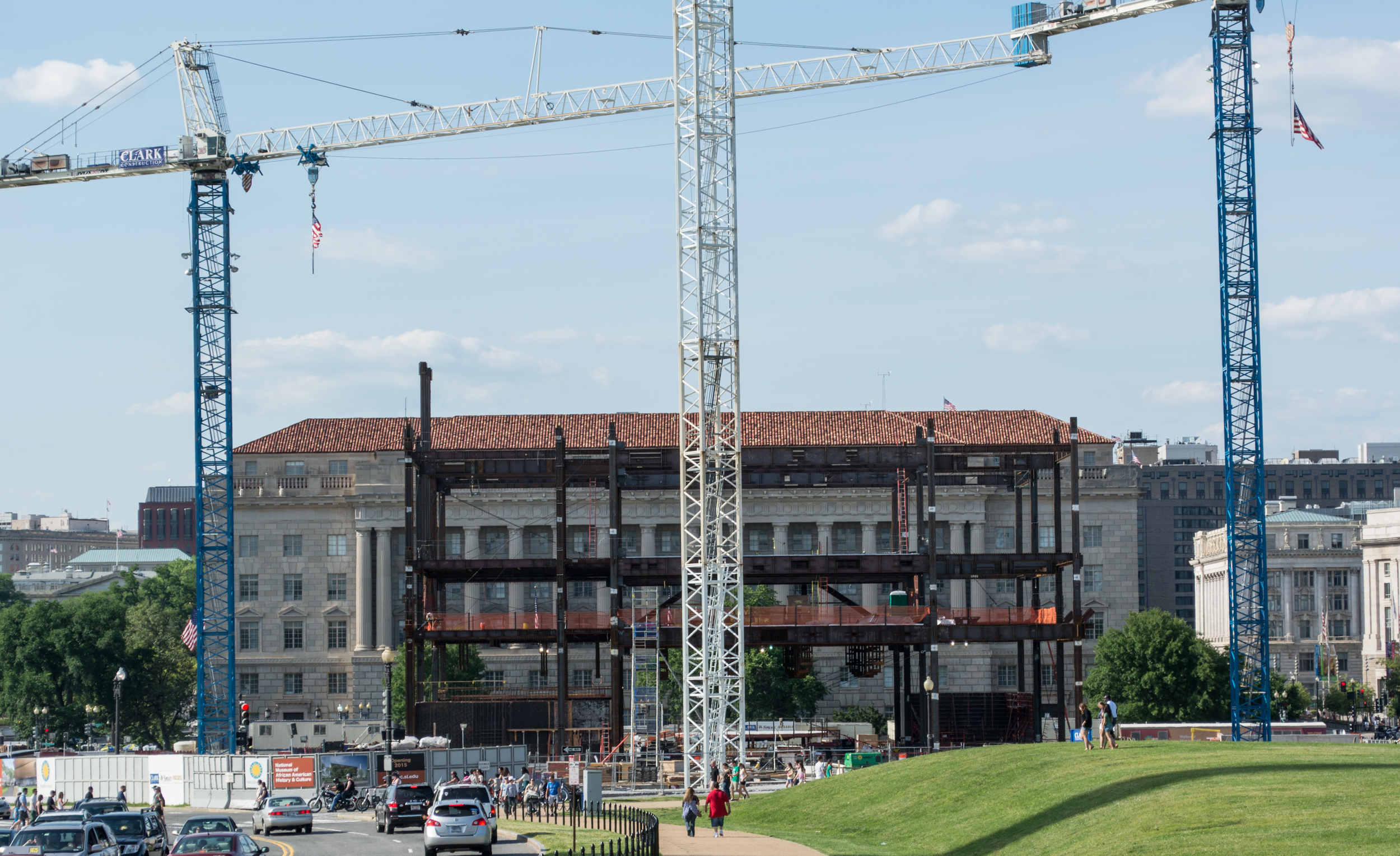
O museu em construção em maio de 2014

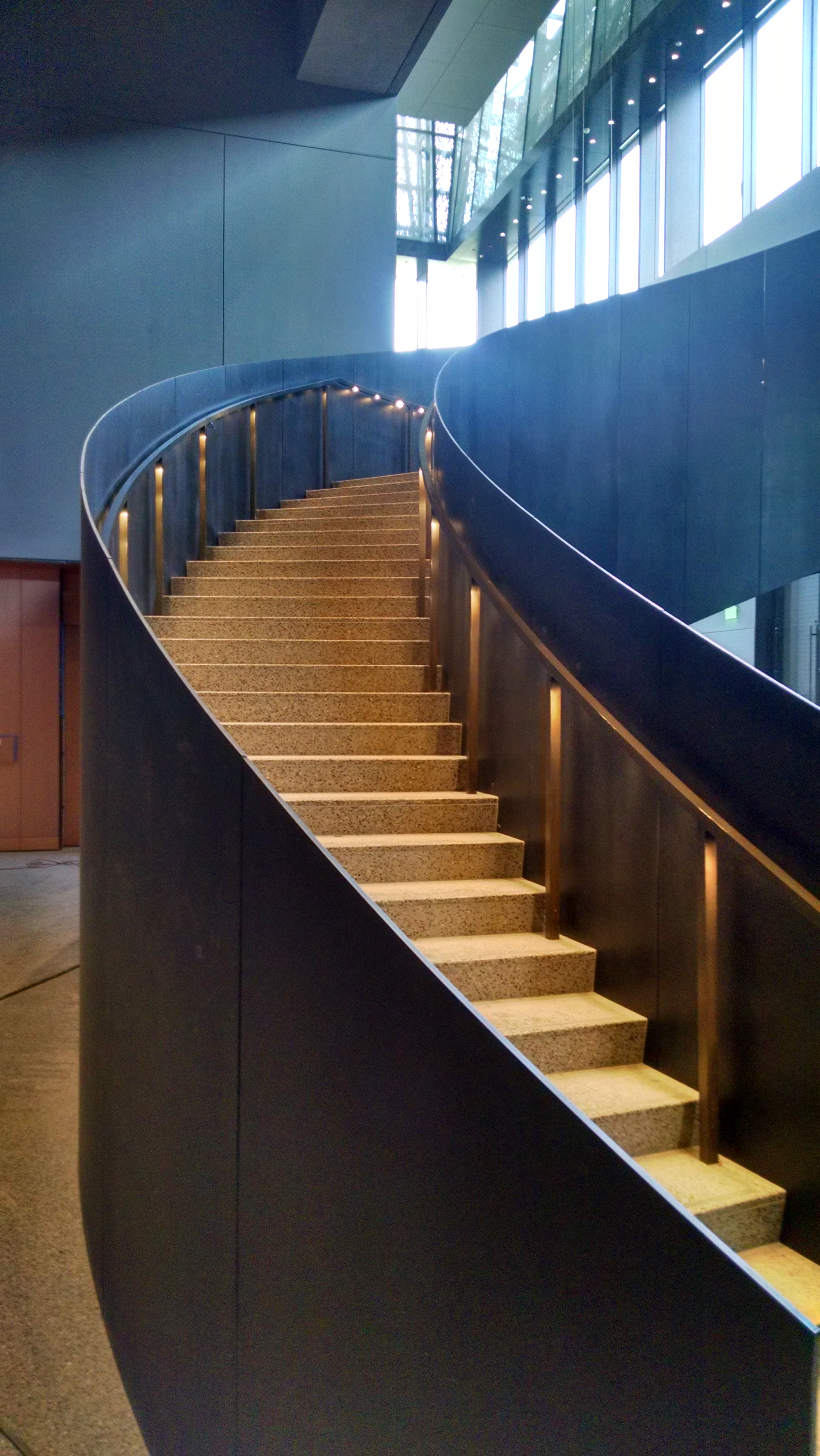
Escada monumental do NMAAHC

A cerimônia de inauguração do Museu Nacional de História e Cultura Afro-Americana (NMAAHC) foi realizada em 22 de fevereiro de 2012, marcando o início de uma nova era para o Smithsonian e para a preservação da história afro-americana nos Estados Unidos. O evento contou com a presença do presidente Barack Obama, que proferiu um discurso, e do diretor do museu, Lonnie G. Bunch III, que também se dirigiu aos presentes. A cerimônia foi conduzida pela atriz  Phylicia Rashād e incluiu apresentações musicais e poéticas, com a participação da mezzo-soprano Denyce Graves [en], do barítono Thomas Hampson e do Heritage Signature Chorale.
O contrato de construção do museu foi adjudicado ao consórcio formado pelas empresas Clark Construction Group, Smoot Construction e H.J. Russell & Company. A empresa McKissack & McKissack [en], a primeira firma de arquitetura afro-americana nos Estados Unidos, foi responsável pela gestão do projeto e atuou como intermediária entre o Smithsonian e as agências governamentais de Washington, D.C. Os engenheiros estruturais do projeto foram Guy Nordenson and Associates e Robert Silman Associates.

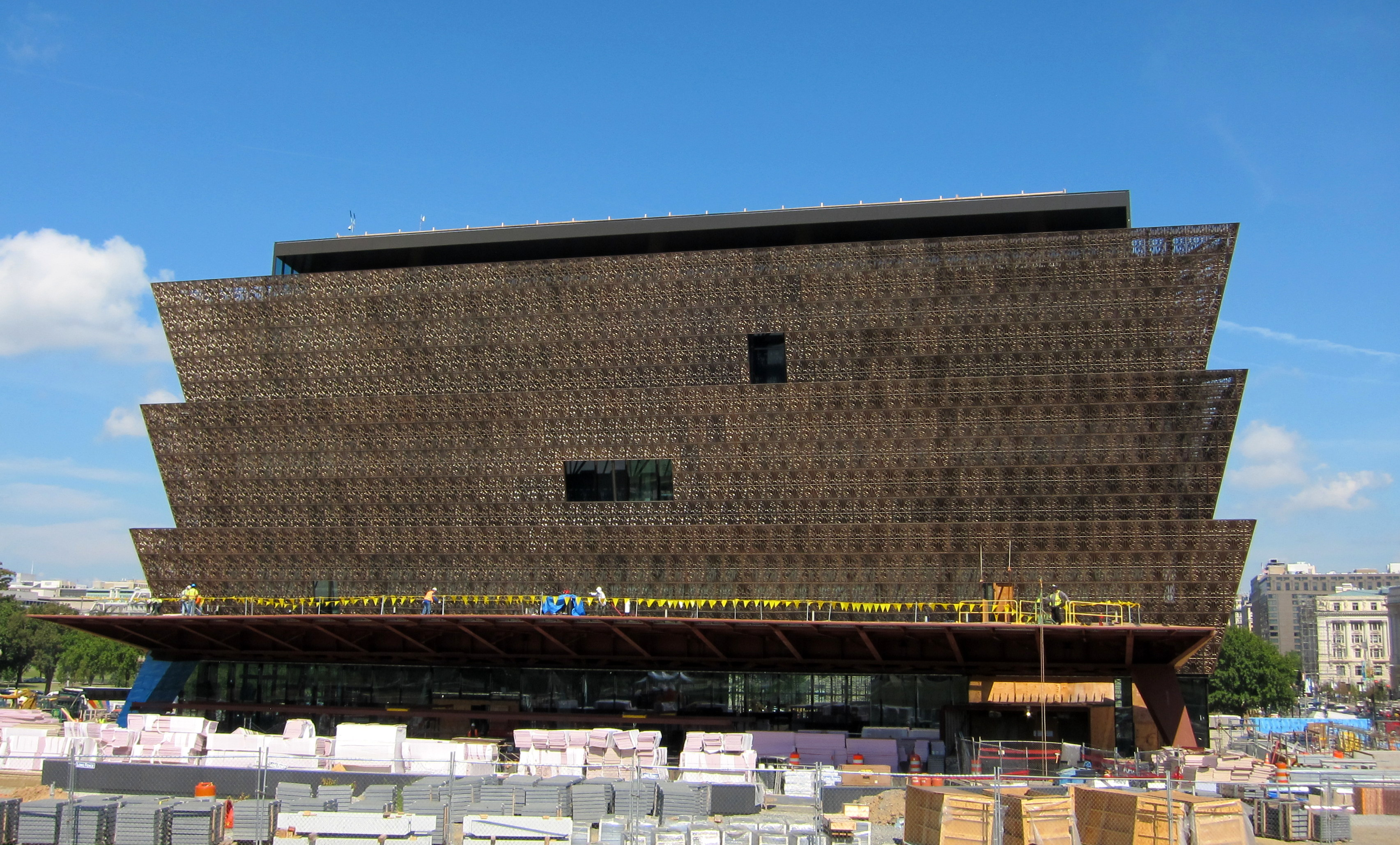
Construção em setembro de 2015

O NMAAHC tornou-se o museu mais profundo da área do National Mall. Durante a construção da fundação, escavadeiras desceram até 24 metros abaixo do nível do solo, enquanto a altura total do edifício é de apenas 21 metros. O local de construção está situado em um ponto baixo do Mall, onde a água subterrânea exerce uma pressão considerável de 191,5 kPa sobre as paredes. Para mitigar essa pressão, foram necessários 320 litros de água por minuto, bombeados diariamente durante a construção das fundações e paredes subterrâneas. Além disso, uma pasta de cimento e areia foi injetada nas formas de concreto para estabilizar o solo. Para garantir a integridade das estruturas durante o processo, lasers monitoraram continuamente as paredes da construção, a fim de detectar qualquer movimento ou deformação.
A construção das fundações começou com o derramamento do primeiro concreto em novembro de 2012. Quando os níveis inferiores estavam quase concluídos, em 17 de novembro de 2013, os guindastes instalaram peças significativas do museu, como um vagão de passageiros de uma ferrovia segregada e uma torre de guarda da Penitenciária Estadual da Louisiana [en], que não podiam ser desmontadas e instaladas posteriormente. Por isso, o edifício teve que ser projetado e construído em torno desses itens históricos.
Até o final de dezembro de 2013, a construção do porão estava prestes a ser concluída, e o trabalho nas estruturas acima do solo estava programado para começar no final de janeiro de 2014. O Smithsonian estimava que a construção do museu seria finalizada até novembro de 2015, embora o trabalho tivesse avançado significativamente até esse ponto.
A engenharia da superestrutura do Museu Nacional de História e Cultura Afro-Americana (NMAAHC) foi coordenada pela empresa Guy Nordenson and Associates, que foi responsável pela superestrutura do edifício e pela varanda de longo alcance. A Robert Silman Associates supervisionou a engenharia estrutural das fundações subterrâneas e o suporte das exposições do museu. O fornecimento do aço estrutural foi realizado pela SteelFab, Inc., enquanto o concreto utilizado para os pisos abaixo do nível do solo era reforçado com colunas que sustentavam os andares superiores.
A estrutura acima do solo foi projetada para ser predominantemente livre de colunas, a fim de criar espaços de exposição amplos e sem obstruções. Para suportar os andares superiores, quatro maciças paredes compostas por estruturas de aço e concreto moldado no local foram construídas. A precisão foi essencial para a fabricação dos membros de aço da superestrutura, pois os elementos de aço precisavam se interconectar com extrema exatidão em mais de 500 pontos, com algumas vigas apresentando centenas de furos para parafusos. A integração entre os componentes de aço e os vergalhões foi crucial para garantir a estabilidade estrutural sem que as peças se chocassem.
Um sistema de vigas ao redor do quinto andar sustentava a coroa do edifício, com algumas dessas vigas exigindo mais de 180 peças para sua montagem. A entrada principal do museu é coberta por um pórtico de 61 metros, composto por longas vigas de chapa e colunas de caixa, todas também fabricadas em chapa de aço. Uma viga de aço de 41 centímetros de altura, localizada no ponto médio do edifício, sustenta o telhado da varanda, enquanto uma escada elíptica monumental conecta os andares superiores. Esta escada, sem suportes intermediários, pesa mais de 36.000 kg e é um dos principais elementos de destaque do museu.
O projeto do museu também foi destacado no campo do design, sendo premiado como o vencedor geral e na categoria arquitetura do Beazley Design do Ano de 2017, concedido pelo Design Museum de Londres.
A construção do museu foi concluída em outubro de 2014, com a superestrutura de aço e o concreto acima do solo finalizados até janeiro de 2015. O fechamento do edifício com vidros e painéis de cortina foi iniciado em janeiro de 2015, sendo concluído em 14 de abril de 2015, com a instalação do primeiro dos 3.600 painéis de bronze que formam a coroa do edifício.
Em relação ao financiamento, o museu recebeu US$ 162 milhões em doações para a construção, que teve um custo total de US$ 250 milhões. O Smithsonian também contribuiu com parte de sua campanha de capital de US$ 1,5 bilhão para ajudar a concluir a construção do museu.
Infelizmente, em 3 de junho de 2015, um trágico acidente ocorreu no canteiro de obras quando um andaime no telhado desabou, resultando em ferimentos fatais para o trabalhador Ivan Smyntyna, de 35 anos, que foi levado ao hospital, mas não sobreviveu aos ferimentos.
O NMAAHC ocupa uma área total de 350.000 pés quadrados (33.000 m²), com 10 andares — cinco abaixo do nível do solo e cinco acima — tornando-se um marco tanto em termos de engenharia quanto de arquitetura no National Mall

### Inauguração
Em janeiro de 2016, o Smithsonian anunciou que a inauguração do Museu Nacional de História e Cultura Afro-Americana (NMAAHC) ocorreraria em 24 de setembro de 2016. O evento seria presidido pelo presidente Barack Obama, e seria seguido por uma semana de celebrações e atividades especiais. Durante esse período, o museu permaneceria aberto por horários estendidos para acomodar o grande número de visitantes e participantes.
De acordo com os responsáveis pelo museu, os andaimes de construção ao redor do edifício deveriam ser removidos até abril de 2016, o que permitiria a instalação de alguns dos artefatos mais resistentes à poeira e à umidade. No entanto, itens mais delicados, que exigiam condições controladas de temperatura e umidade, seriam instalados somente após a estabilização do ambiente interno do edifício e a remoção da maior parte da poeira do ar. O museu identificou aproximadamente 3.000 itens em suas coleções, que formariam as 11 exposições iniciais. Além disso, seriam instaladas mais de 130 instalações de vídeo e áudio como parte dessas exposições.
Em janeiro de 2016, o museu anunciou a doação de US$ 10 milhões feita por David Rubenstein, CEO do The Carlyle Group e regente do Smithsonian, bem como uma doação adicional de US$ 1 milhão da Wells Fargo. Em 30 de janeiro de 2016, o museu ainda precisava arrecadar US$ 40 milhões para atingir a meta de US$ 270 milhões destinados à construção de seu edifício.
Para marcar a inauguração, o museu recebeu empréstimos de dois documentos históricos, ambos assinados pelo presidente Abraham Lincoln: cópias comemorativas da 13ª Emenda e da Proclamação de Emancipação, que foram impressas em número limitado e poucas delas sobreviveram até os dias atuais. Esses documentos foram adquiridos por David Rubenstein em 2012.
Em março de 2016, a Microsoft anunciou uma doação de US$ 1 milhão para o NMAAHC. No entanto, no final de março de 2016, o museu enfrentou controvérsia após confirmar que exibiria itens relacionados à carreira do ator Bill Cosby em uma exposição sobre afro-americanos no setor de entretenimento. Diversas mulheres que o  acusaram de agressão sexual manifestaram oposição a essa decisão. Em resposta à controvérsia, o museu revisou a descrição da carreira de Cosby em sua exposição, acrescentando a seguinte observação: "Nos últimos anos, revelações sobre suposta má conduta sexual lançaram uma sombra sobre a carreira de Cosby no entretenimento e prejudicaram gravemente sua reputação.”
Em setembro de 2016, o Google fez uma doação de US$ 1 milhão ao Museu Nacional de História e Cultura Afro-Americana (NMAAHC). A empresa de tecnologia já havia colaborado com o museu na criação de uma exposição interativa em 3D, permitindo que os visitantes visualizassem os artefatos de forma detalhada e em 360 graus utilizando seus dispositivos móveis. A experiência foi desenvolvida por designers e engenheiros da Black Googler Network.
No dia 16 de setembro de 2016, o violinista Edward W. Hardy [en] compôs e apresentou a obra Evolution - Inspired by the Evolution of Black Music, durante um evento no Teatro Howard [en], patrocinado pelo Google. A apresentação foi parte das comemorações de inauguração do museu.
Em 23 de setembro de 2016, o The Washington Post reportou que Robert F. Smith, fundador, presidente e CEO da Vista Equity Partners, havia doado US$ 20 milhões para o NMAAHC. Essa doação foi a segunda maior da história do museu, superada apenas pelos US$ 21 milhões doados por Oprah Winfrey.
Para marcar a abertura do museu, o NMAAHC contratou a cineasta Ava DuVernay para criar um filme intitulado August 28: A Day in the Life of a People (2016), que estreou na cerimônia de inauguração em 24 de setembro de 2016. O filme, com 22 minutos de duração, aborda seis eventos significativos na história afro-americana que ocorreram no dia 28 de agosto ao longo dos anos. Estrelado por atores renomados como Lupita Nyong’o, Don Cheadle, Regina King, David Oyelowo, Angela Bassett, Michael Ealy, Gugu Mbatha-Raw, André Holland e Glynn Turman, o filme retrata eventos como a promulgação da Lei de Abolição da Escravatura no Reino Unido, o linchamento de Emmett Till em 1955, o discurso "Eu Tenho um Sonho" de Martin Luther King Jr. em 1963, a chegada do furacão Katrina em 2005 e a indicação de Barack Obama para a presidência em 2008.

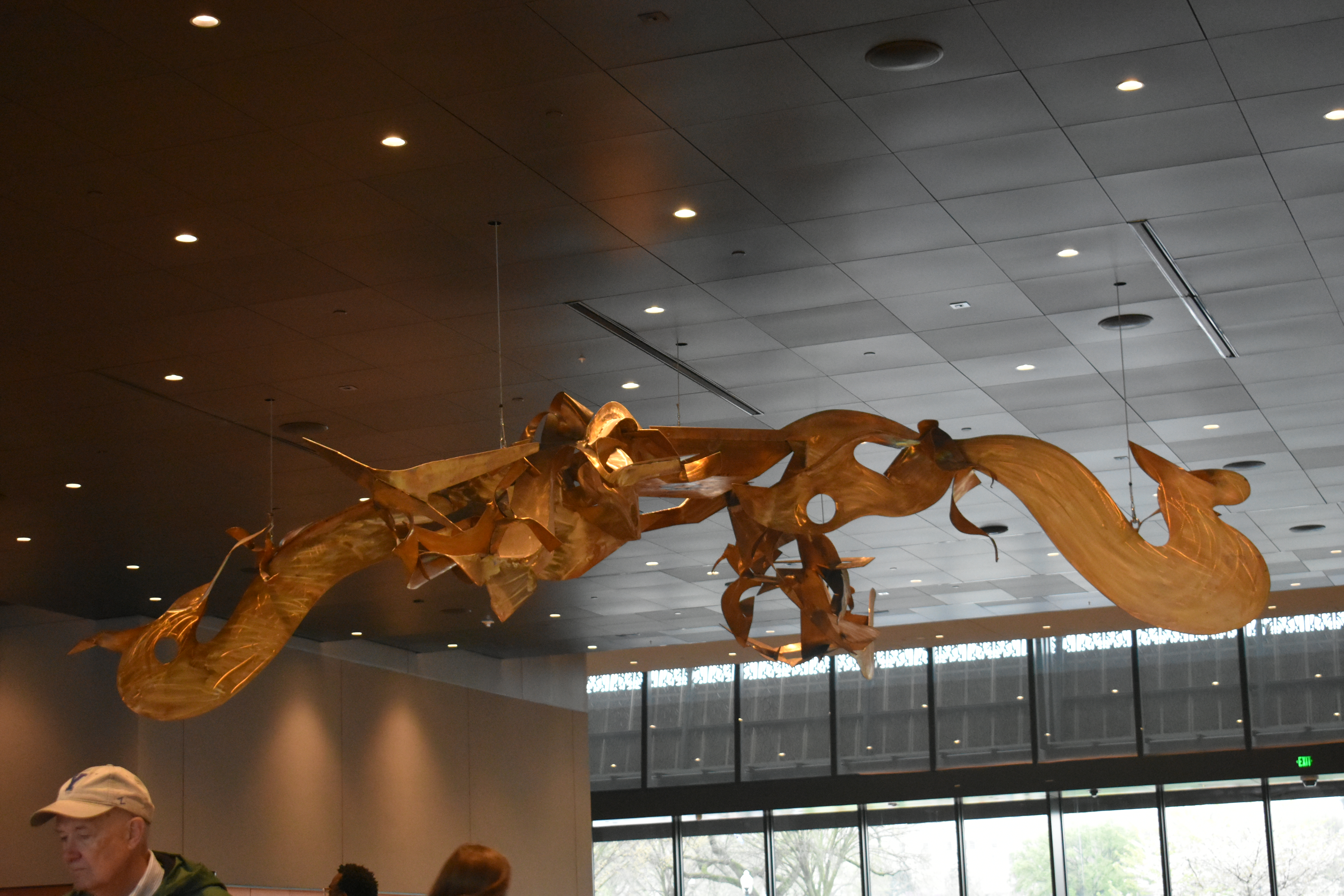
Swing Low Bronze soldado de Richard Hunt. Museu Nacional de História e Cultura Afro-Americana, Instituto Smithsonian, Washington, DC

Na cerimônia de inauguração em 24 de setembro de 2016, o presidente Barack Obama fez o discurso de abertura formal do museu, acompanhado por quatro gerações da família Bonner, desde Ruth Bonner, de 99 anos, até sua bisneta Christine. Ao invés de cortar uma fita, Ruth e sua família tocaram o Freedom Bell, um sino histórico que veio da primeira igreja batista fundada por e para afro-americanos, em Williamsburg, Virgínia, em 1776, um local onde, na época, era ilegal que os negros se reunissem ou pregassem. Durante seu discurso, o presidente Obama se emocionou ao refletir sobre a importância do museu, expressando seu desejo de visitá-lo futuramente com seus netos.
O custo total do projeto, incluindo a construção e a instalação das exposições, foi de US$ 540 milhões. Ao final da campanha de arrecadação de fundos, o NMAAHC havia superado suas expectativas, arrecadando US$ 386 milhões, 143% a mais do que a meta inicial de US$ 270 milhões.

## Atendimento e emissão de ingressos com horário marcado
Nos primeiros três meses após sua inauguração, o Museu Nacional de História e Cultura Afro-Americana (NMAAHC) recebeu mais de 600.000 visitantes. Para gerenciar o alto volume de público, o Smithsonian implementou um sistema de ingressos com horário pré-comprado e ingressos limitados para o mesmo dia, que eram disponibilizados todas as manhãs. Os ingressos com horário marcado permitiam aos visitantes entrar em horários específicos, minimizando o tempo de espera nas filas. No entanto, devido ao intenso tráfego de visitantes, o museu passou a oferecer uma quantidade muito menor de ingressos para o mesmo dia e alterou a liberação de ingressos, passando a disponibilizá-los no início da tarde.
Após seis meses, o número de visitantes chegou a 1,2 milhão, colocando o NMAAHC entre os quatro museus mais visitados do Smithsonian. Os visitantes passaram, em média, seis horas no museu, o dobro do tempo inicialmente estimado. A alta demanda gerou alguns desafios operacionais, como a superlotação das filas para os elevadores que levam aos níveis subterrâneos, onde as exposições começam com a Passagem do Meio, que aborda a escravidão. O corredor dessa seção foi projetado de forma apertada e um tanto claustrofóbica, o que, combinado com o grande número de visitantes que paravam para ler as placas de exposição, resultou em congestionamento nas áreas do museu. Para mitigar o problema, a equipe do museu passou a limitar o número de visitantes que podiam acessar os elevadores, mas isso gerou ainda mais filas no saguão.
No final de seu primeiro ano completo de operação, o NMAAHC alcançou 3 milhões de visitantes, com uma média diária de 8.000 pessoas, o que dobrou a previsão inicial de público. O museu se tornou uma das principais atrações turísticas de Washington, D.C., atraindo não apenas visitantes afro-americanos, mas também um público internacional e diversificado. O grande número de visitantes, no entanto, causou desgaste nas instalações e exigiu um ajuste contínuo nos processos de gestão de público.
Em outubro de 2017, o museu reavaliou o uso de ingressos com horário marcado e, em setembro de 2018, suspendeu a exigência de ingressos cronometrados durante os dias de semana. Contudo, devido à demanda contínua, o museu reinstituiu a política de ingressos com horário marcado durante a semana em outubro de 2018.
Até o final de 2018, o NMAAHC havia recebido quase 5 milhões de visitantes desde sua inauguração, com 1,9 milhão de visitantes registrados em 2018. Nesse período, o museu se posicionou como o sexto mais visitado do Instituto Smithsonian, superando o Zoológico Nacional, mas ficando atrás daGaleria Nacional de Retratos.

## Acervo e exposições

### Presença online

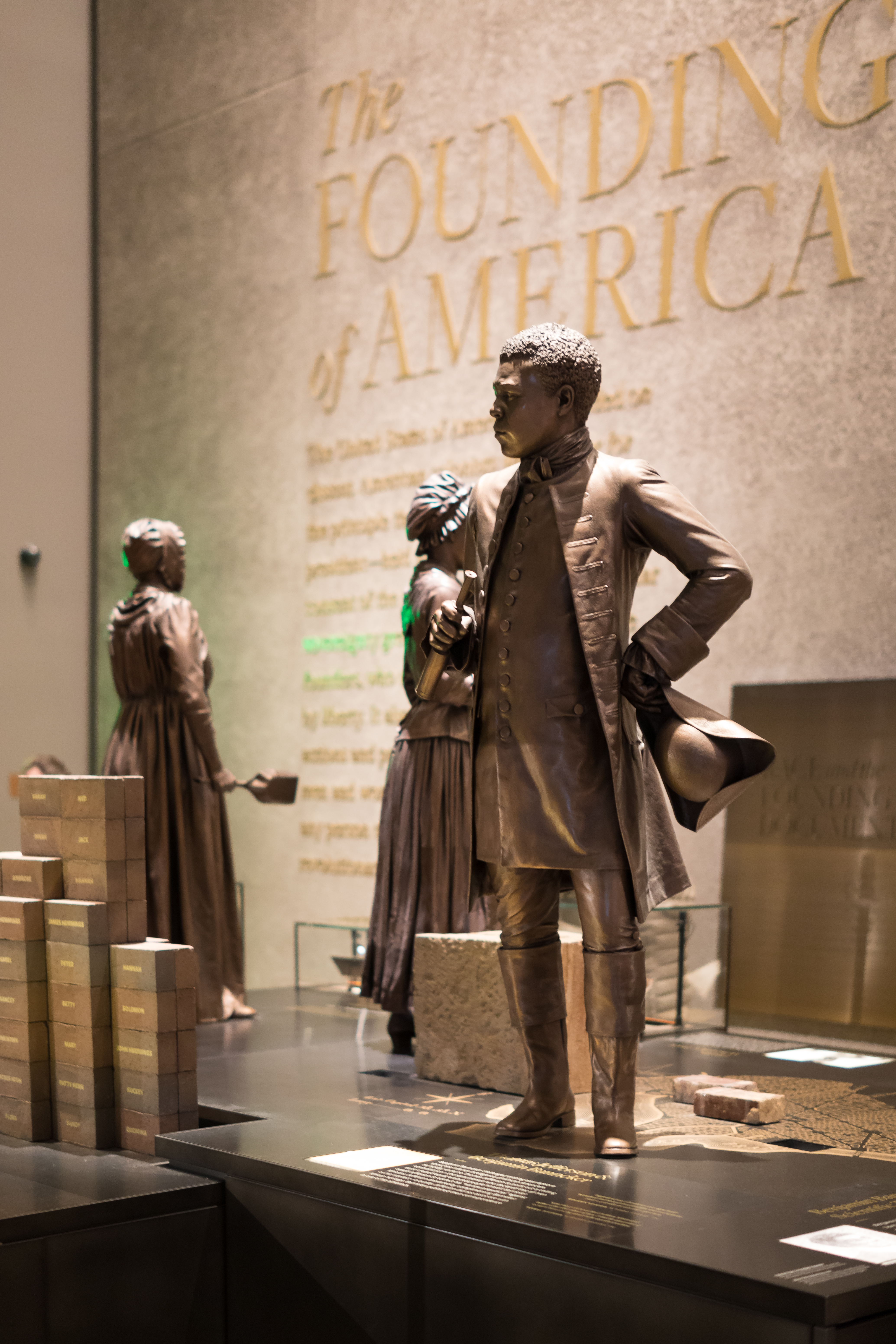
Estátua de Benjamin Banneker.

Em 2007, o Museu Nacional de História e Cultura Afro-Americana (NMAAHC) fez história ao tornar-se o primeiro grande museu a ser aberto na web antes da conclusão de sua estrutura física. O site do museu foi projetado para oferecer uma primeira experiência do que seria o museu físico, com destaque para a primeira exposição virtual do NMAAHC, que foi montada na cidade de Nova York. Além de proporcionar uma prévia do conteúdo, o site visava incentivar a colaboração entre acadêmicos e o público, criando uma plataforma interativa para a troca de informações e experiências relacionadas à cultura afro-americana.
O principal recurso dessa iniciativa online foi o Memory Book, uma ferramenta que permitia aos usuários contribuir com fotos, histórias pessoais e gravações de áudio. Essa plataforma buscava destacar experiências únicas e individuais, envolvendo o público na preservação e compartilhamento da história afro-americana.

### Exposições de pré-abertura
Antes da abertura oficial do museu, o NMAAHC também organizou uma série de exposições em colaboração com outras instituições, estabelecendo-se como um espaço de aprendizado e reflexão sobre a cultura e história afro-americana. Em janeiro de 2012, o museu, em parceria com o Museu Nacional de História Americana e a Fundação Thomas Jefferson [en], apresentou a exposição Slavery at Jefferson's Monticello: Paradox of Liberty. A exposição foi inaugurada no Museu Nacional de História Americana em 12 de janeiro de 2012 e ficou aberta até 14 de outubro do mesmo ano.
A mostra recebeu atenção significativa da mídia nacional, com cobertura de grandes veículos como Associated Press, Huffington Post, National Public Radio, The New York Times, USA Today, entre outros. A exposição de 280 m² foi uma colaboração entre Rex Ellis (diretor associado do NMAAHC) e Elizabeth Chew (curadora de Monticello). Além da exposição, foi lançado o livro Those Who Labor for My Happiness: Slavery at Thomas Jefferson's Monticello, escrito por Lucia Stanton, que complementou e aprofundou os temas tratados na exposição. Lonnie Bunch III, diretor do NMAAHC, afirmou que essa exposição serviu como uma das primeiras formas de representar a escravidão no futuro museu, a ser inaugurado em 2015.
A exposição também se destacou por uma impressionante estátua de bronze de Thomas Jefferson, que foi recriada a partir de uma imagem digital gerada por um scanner 3D Minolta de uma estátua existente em Monticello. A RedEye on Demand, uma subsidiária da Stratasys [en], usou impressão 3D para criar uma réplica exata da estátua em quatro seções, que foram montadas e pintadas. O processo de impressão 3D foi tão bem-sucedido que o Smithsonian começou a explorar a possibilidade de usar essa tecnologia para criar modelos digitais e físicos de vários itens de sua coleção, permitindo que fossem compartilhados de forma acessível com o público global.
Além de Slavery at Jefferson's Monticello: Paradox of Liberty, o NMAAHC também realizou outras exposições de pré-abertura que exploraram aspectos diversos da cultura e história afro-americana, como:
- Ain't Nothing Like the Real Thing: The Apollo Theater and American Entertainment (2010), que abordou a história do famoso teatro Apollo e sua influência na cultura e na música americana.[122]
- For All the World to See: Visual Culture and the Struggle for Civil Rights (2010), que tratou da relação entre cultura visual e os direitos civis nos Estados Unidos.[123]
- The Scurlock Studio and Black Washington: Picturing The Promise (2009), uma exposição sobre a fotografia de negros em Washington, D.C., realizada pelo estúdio Scurlock.[124]
- Let Your Motto Be Resistance: African American Portraits (2007), que apresentou retratos representativos da resistência e da luta dos afro-americanos ao longo da história.[125]

Essas exposições, realizadas em diferentes locais antes da inauguração do museu, ajudaram a preparar o público e aumentar a conscientização sobre o NMAAHC, solidificando-o como um espaço de educação e reflexão sobre a história afro-americana e seu impacto na sociedade americana como um todo

### Itens notáveis da coleção
O Instituto Smithsonian listou o número de itens na coleção do Museu Nacional de História e Cultura Afro-Americana (NMAAHC) em 2012 como mais de 18.000 peças ou até 25.000 itens. Em maio de 2015, a CBS News informou que o número havia aumentado para 33.000 objetos, e, em 2019, esse total já ultrapassava 40.000 peças. Atualmente, cerca de 3.500 itens estão expostos ao público.
Os artefatos adquiridos pelo museu foram inicialmente recebidos, conservados e armazenados no Centro de Suporte do Museu Smithsonian [en], localizado em Suitland, Maryland. A equipe, composta por curadores permanentes e contratados temporários, trabalhou intensivamente na conservação dos itens, que foram armazenados em condições controladas de temperatura e umidade. A Renée Anderson, chefe de coleções do NMAAHC, supervisionou o processo de conservação.
Após a seleção dos itens para exibição, cada objeto recebeu gráficos e etiquetas informativas, e as vitrines foram projetadas para garantir a proteção adequada das peças, incluindo a fabricação de suportes personalizados para artefatos particularmente frágeis, importantes ou de tamanhos incomuns. A transferência dos itens para o novo museu foi planejada para o verão de 2016, quando também foram transferidos os 175 funcionários permanentes da instituição.
Em novembro de 2016, o jogador da NBA, LeBron James, fez uma doação de US$ 2,5 milhões para apoiar a exposição sobre as realizações do boxeador Muhammad Ali.
Em setembro de 2016, a coleção do NMAAHC incluía itens notáveis que abordam momentos significativos da história afro-americana, desde a escravidão até a luta pelos direitos civis. Alguns desses itens incluem:

#### Antes do século XX

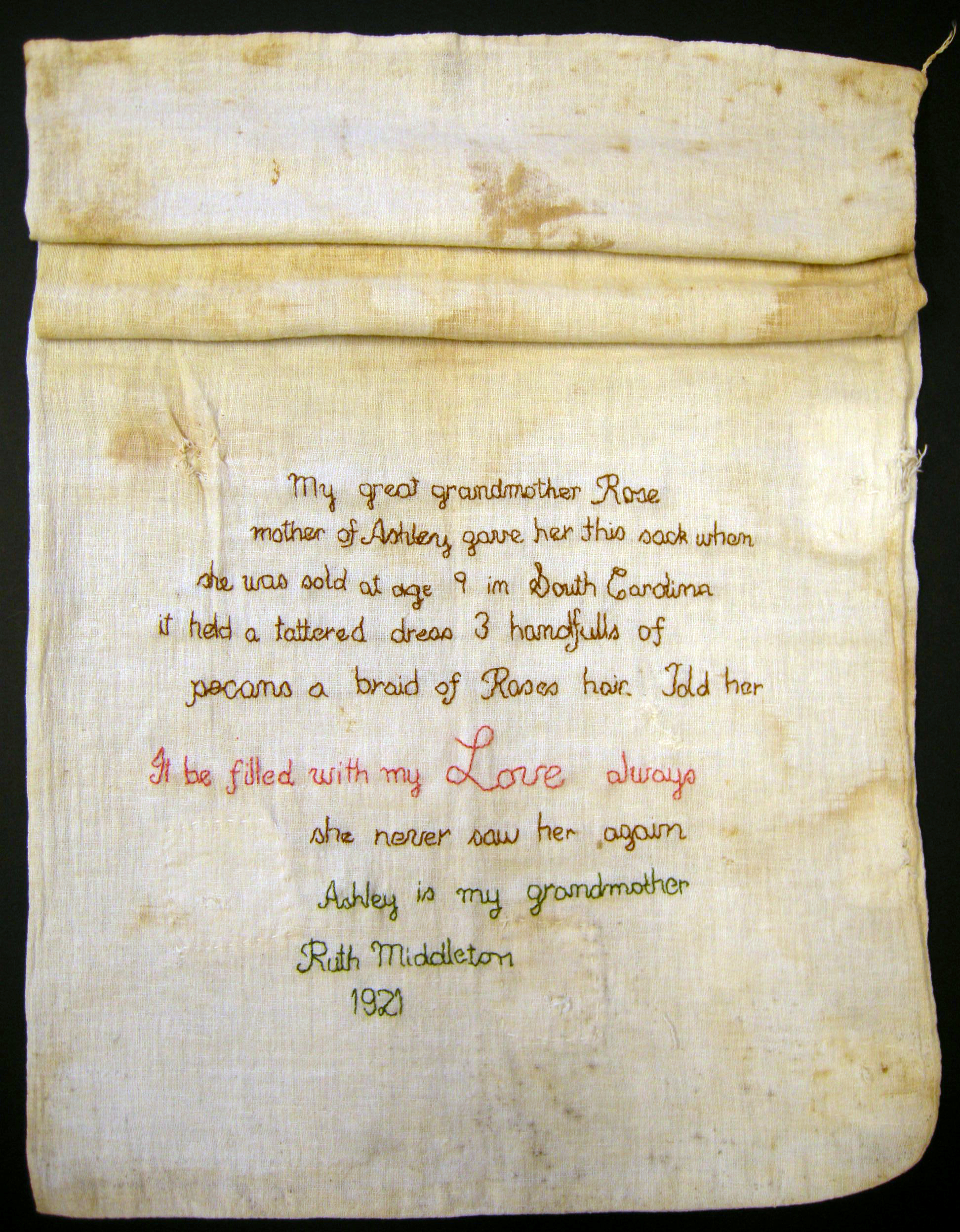
O Ashley's Sack (Saco de Ashley) está entre os 37.000 objetos do Smithsonian relacionados à comunidade afro-americana, à família, às artes visuais e cênicas, à religião, aos direitos civis, à escravidão e à segregação

- Vários itens do São José Paquete África, um navio negreiro afundado escavado na costa da África do Sul em 2015. Pertence aos Museus Iziko [en] da África do Sul, e os itens foram emprestados a longo prazo para o NMAAHC;[134][135]

- Uma carta de Toussaint L'Ouverture, líder da revolta de escravos da Revolução Haitiana em 1791;[136]

- Uma caixa de dinheiro usada por Richard Allen, fundador da Igreja Episcopal Metodista Africana;[137]

- Uma Bíblia que pertenceu a Nat Turner, que liderou uma rebelião de escravos na Virgínia em 1831;[138]

- Itens históricos de comunidades católicas negras, incluindo a Igreja de Santo Agostinho [en] e as Irmãs da Sagrada Família [en] em Nova Orleans;[137]

- Uma cabana de escravos que foi desconstruída e reconstruída a partir de sua localização original em Edisto Island [en], Carolina do Sul;[139]

- Ashley's sack [en], um saco bordado à mão em meados de 1800, presenteado por uma mãe escrava, Rose, para sua filha de nove anos, Ashley, quando Ashley foi vendida;[140]
- Algemas para os pés e pulsos do Sul Profundo americano usadas antes de 1860;[136]
- Roupas usadas por escravos afro-americanos;[141]
- Um distintivo de 1850, usado por um afro-americano em Charleston, Carolina do Sul, indicando que o usuário era um escravo;[136]
- Itens de propriedade de Harriet Tubman, incluindo utensílios de alimentação, um hinário e um xale de linho e seda dado a ela pela Rainha Vitória do Reino Unido. Os itens relacionados incluem um retrato fotográfico de Tubman (um dos poucos que se tem conhecimento) e três cartões postais com imagens do funeral de Tubman em 1913;[142]
- Uma casa de 1874 em Poolesville, Maryland. A residência foi construída pela família Jones, que era de escravos libertos. Mais tarde, os Jones fundaram uma comunidade totalmente negra nas proximidades.[136]

#### Séculos XX e XXI

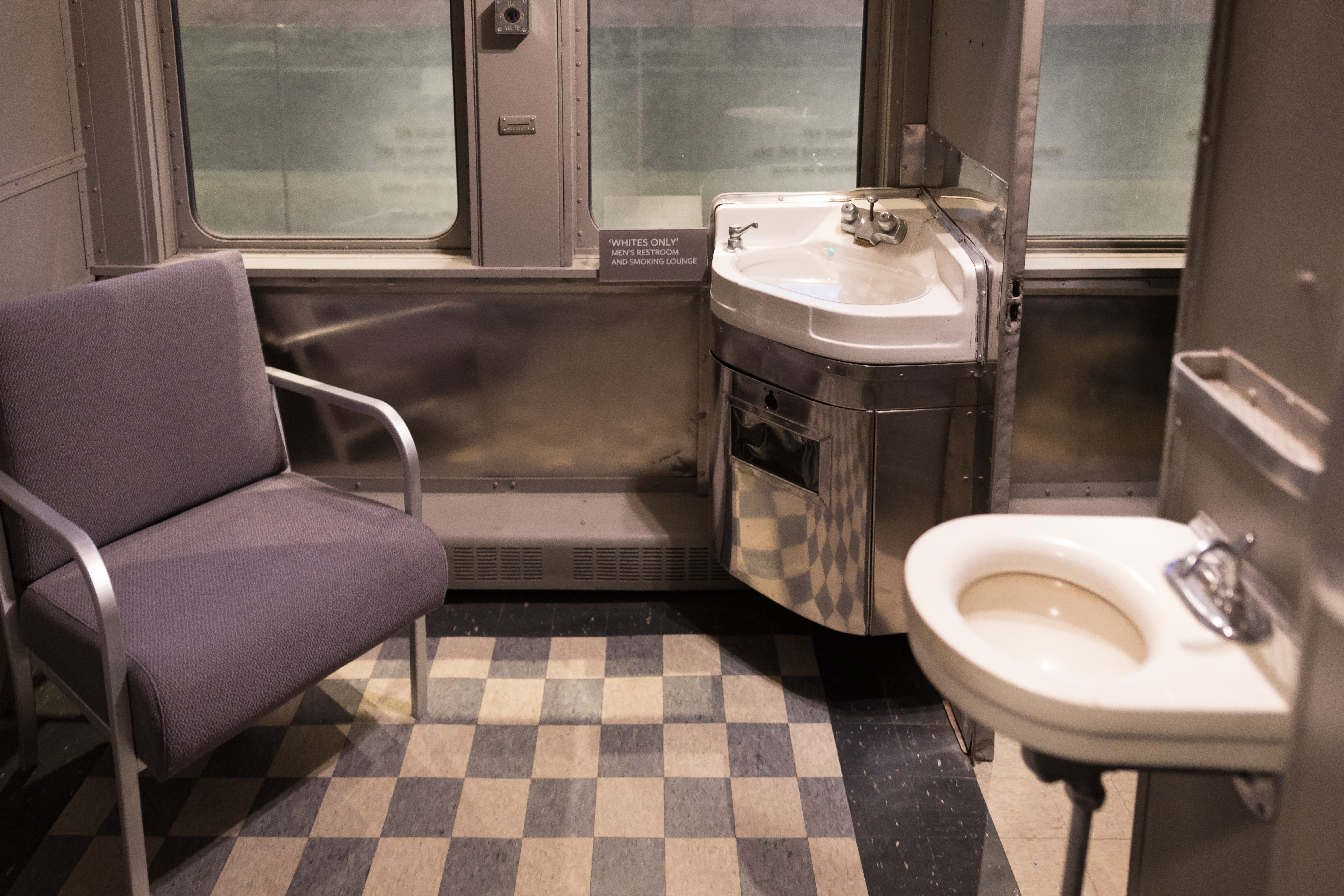
"Somente brancos" - Banheiro masculino e sala de fumantes no ônibus nº 1200 da Southern Railway Company, 1923, redesenhado como um vagão segregado em 1940

- Um vagão de trem de Chattanooga, Tennessee, usado por passageiros afro-americanos durante a era Jim Crow. Pete Claussen e a Gulf & Ohio Railways [en] (a empresa que ele fundou em 1985) doaram mais de US$ 222.000 para restaurar o vagão, que foi construído pela Pullman Company [en] em 1922;[143]

- A mesa de Robert Sengstacke Abbott [en], editor-chefe do Chicago Defender, um jornal afro-americano fundado em 1905;[126]

- Um bebedouro segregado da era Jim Crow com a inscrição “colored” (indicando que era para uso exclusivo de negros);[136]

- Vestidos e outras peças de vestuário da estilista Ann Lowe [en]. Lowe desenhou roupas para a família Du Pont, a família Roosevelt e a família Rockefeller. Ela também desenhou itens para a rica especialista em etiqueta e socialite Emily Post [en] e sua família, e criou o vestido de noiva de Jacqueline Bouvier para seu casamento com John F. Kennedy em 1953;[141]

- Uma recriação de parte da Mae's Millinery Shop, a loja de chapéus inaugurada por Mae Reeves [en] em 1942, uma das primeiras empresas na Filadélfia de propriedade de uma mulher afro-americana;[144]

- O Coração Púrpuro e o baú de pés de James L. McCullin, membro da Tuskegee Airmen;[126]

- Um avião de treinamento biplano PT-13D Stearman operado pelas Forças Aéreas do Exército dos Estados Unidos e usado em 1944 para treinar membros da Tuskegee Airmen;[145]

- Placa de um ônibus em Nashville, Tennessee, da era Jim Crow, que indica quais assentos são exclusivos para negros;[136]

- Uma torre de guarda e uma cela da Penitenciária Estadual da Louisiana, conhecida durante grande parte do século XX como uma prisão cruel, propensa à violência e esquálida, onde os detentos afro-americanos eram tratados pior do que os escravos. O curador do NMAAHC, Paul Gardullo, disse que os itens documentam como as atitudes sobre a escravidão foram levadas para o sistema prisional pós-escravidão no Deep South. O diretor do museu, Lonnie Bunch, reconheceu a preocupação dos acadêmicos com a controvérsia dos itens, mas disse que a missão do museu é contar histórias por meio da experiência afro-americana. A torre de guarda de 6,1 metros de altura fará parte de uma exposição sobre segregação, enquanto a cela de prisão de 1,8 por 2,7 metros estará em uma exposição separada sobre lugares. Ambos os itens são do Campo A, a seção mais antiga da prisão. A cela foi construída sobre os alojamentos dos escravos;[146]

- Um saxofone alto King Super 20 feito sob medida para o saxofonista Charlie Parker em 1947, que ele tocou de 1947 até sua morte em 1955;[147][148][149]

- A pintura de Allan Rohan Crite [en], Stations of the Cross (1947);[137]

- Behold Thy Son (1956), de David Driskell;[137]

- O caixão com tampo de vidro originalmente usado para exibir e enterrar o corpo de Emmett Till, de 14 anos, vítima de tortura e assassinato por motivos raciais no Mississippi. A morte de Till serviu como um catalisador para o Movimento dos Direitos Civis;[150][151]

- O vestido que Rosa Parks estava usando no dia em que se recusou a ceder seu lugar a um homem branco em um ônibus em Montgomery, Alabama, em 1º de dezembro de 1955. A ação de Parks desencadeou o boicote aos ônibus de Montgomery, e sua ação foi um dos primeiros incidentes de desobediência civil no Movimento dos Direitos Civis;[141]
- Um trompete Selmer que pertenceu ao músico de jazz Louis Armstrong;[136]
- Luvas e capacete de boxe de Muhammad Ali;[151][126]
- Um vestido da atriz e cantora Pearl Bailey;[141]
- Uma capa e um macacão do cantor de soul americano James Brown;[136]
- O sintetizador Moog Voyager e a máquina de ritmos  Akai MPC usados pelo produtor de hip-hop J Dilla;[152]
- Uma jaqueta de chef usada por Leah Chase [en], a chef de Nova Orleans conhecida como a Rainha da Cozinha Crioula;[153]
- A “Mothership”, um adereço de alumínio e vidro acrílico de 540 kg criado pelo cantor de funk George Clinton e usado durante as apresentações de suas bandas Parliament e Funkadelic. A “Mothership” original de Clinton foi descartada em 1983; essa réplica foi criada por ele em meados da década de 1990 e usada por cerca de cinco anos;[154]
- Uma coleção de figurinos desenhados pelo diretor e figurinista Geoffrey Holder para seu musical de 1976, The Wiz [en] (uma adaptação do romance de L. Frank Baum, The Wonderful Wizard of Oz).[141] Os figurinos ganharam o Prêmio Tony de Melhor Figurino [en], a peça ganhou o Prêmio Tony de Melhor Musical e Holder ganhou o Prêmio Tony de Melhor Direção de um Musical [en];[155]
- Um amplificador, alto-falantes e toca-discos usados por Tony Crush, também conhecido como DJ Tony Tone, dos Cold Crush Brothers [en];[126]
- Um Cadillac conversível vermelho-cereja de propriedade do cantor de rock and roll Chuck Berry;[126]
- Várias pinturas e peças de escultura em terracota da Coleção Barnett-Aden [en], doadas pelo fundador da BET, Robert L. Johnson;[156][Nota 10][157][158][159][160]
- Equipamento de ginástica usado pela campeã de ginástica artística Gabby Douglas nos Jogos Olímpicos de Verão de 2012. Douglas foi a primeira afro-americana e a primeira não caucasiana de qualquer nacionalidade a ganhar a medalha de ouro individual da ginástica artística feminina. Ela também foi a primeira ginasta americana a ganhar o ouro individual e por equipe nas mesmas Olimpíadas;[161]
- As algemas usadas pela polícia em Cambridge, Massachusetts, para prender o professor afro-americano da Universidade Harvard Henry Louis Gates Jr., em 2009;[146]
- Hip Hop Smithsonian [en], uma coleção de fotografias de artistas de hip hop coletadas por Bill Adler [en];[162]
- Itens do escritório da campanha presidencial de 2008 do Presidente Barack Obama em Falls Church, Virgínia;[163]
- Um par de tênis pintados à mão, intitulado “Obama 08”, do artista Van Taylor Monroe [en];[164]
- O uniforme do jogador da NBA Kobe Bryant que ele usou nas finais da NBA de 2008 [en], ano em que foi eleito o MVP da liga. Bryant e sua esposa Vanessa também foram os doadores fundadores do museu.[165]

#### Instalações de arte moderna
- Swing Low, 2016, de Richard Hunt, uma escultura monumental de bronze soldado, está instalada como peça central do Central Hall. As formas fazem referência ao movimento evocado pelo spiritual “Swing Low, Sweet Chariot”. A escultura suspensa comemora o ritual negro e seu lugar na história dos afro-americanos;[166]
- A obra Yet Do I Marvel (Countee Cullen), de Sam Gilliam [en], é dividida em cinco painéis coloridos com superfícies vítreas e envernizadas e foi inspirada no poema de Countee Cullen, que se refere à resiliência da criatividade;[167]
- The Liquidity of Legacy, 2016, de Chakaia Booker, trata das mudanças que moldam a vida e o legado das pessoas.[168]

## Liderança
Lonnie Bunch [en] III foi o diretor fundador do Museu Nacional de História e Cultura Afro-Americana (NMAAHC), nomeado em 2005. Durante seu período à frente do museu, Bunch supervisionou as coleções, exposições itinerantes, além do planejamento e da construção da instituição. Em 28 de maio de 2019, ele foi nomeado Secretário do Instituto Smithsonian, tornando-se o primeiro líder afro-americano a ocupar o cargo. O professor de história Spencer Crew [en] atuou como diretor interino do NMAAHC após a saída de Bunch. Em setembro de 2020, Kevin Young [en], poeta e professor, foi nomeado diretor do museu.

## Restaurante
O Sweet Home Café é um restaurante com 400 lugares, aberto exclusivamente para o almoço, localizado dentro do Museu Nacional de História e Cultura Afro-Americana. Sob a liderança do chef executivo Jerome Grant [en], o restaurante é operado pela Restaurant Associates, em colaboração com a Thompson Hospitality. A curadora de expressões culturais do museu, Joanne Hyppolite, supervisiona o restaurante e também as exposições relacionadas à gastronomia e culinária afro-americana. O café foi inaugurado em 24 de setembro de 2016 e, em 2017, foi nomeado semifinalista do Prêmio James Beard na categoria de Melhor Novo Restaurante.
O restaurante oferece quatro estações de alimentação, cada uma representando uma região ou tradição distinta da culinária afro-americana. Essas estações são: Sul Agrícola, Costa Crioula, Estados do Norte e Serra Ocidental. Cada uma oferece uma variedade de pratos, incluindo opções vegetarianas e de carnes, refletindo os sabores e as influências culturais de diferentes períodos da história afro-americana.
O conceito do restaurante foi inspirado pelo sucesso do Mitsitam Café, localizado no Museu Nacional do Índio Americano, que foi criado para apresentar aos visitantes a rica herança alimentar dos povos indígenas das Américas. O Mitsitam Café não apenas se tornou uma das atrações mais populares do Smithsonian, como também gerou lucros substanciais e foi amplamente reconhecido por sua excelência culinária.
A ideia de criar estações alimentares regionais no Sweet Home Café foi proposta pela Dra. Jessica B. Harris, renomada especialista em culinária afro-americana, que, em 2013, apresentou sua pesquisa sobre a alimentação dos afro-americanos ao comitê acadêmico do museu. Em seguida, o chef Albert Lukas, supervisor do café, viajou por dois anos pelos Estados Unidos, pesquisando receitas e entrevistando chefs e cozinheiros caseiros. Esse processo resultou na criação do cardápio, que foi desenvolvido em conjunto por um comitê de chefs, curadores e historiadores, e finalizado por Jerome Grant. O cardápio não apenas destaca as diversas tradições alimentares das diferentes regiões dos Estados Unidos, mas também celebra o impacto significativo que os afro-americanos tiveram na culinária nacional, tanto na comida caseira quanto na alta gastronomia.
A chef Carla Hall [en], co-apresentadora do programa de televisão The Chew, foi nomeada embaixadora culinária do restaurante, sendo responsável pela promoção pública do Sweet Home Café e do próprio museu.

## Recepção
Em uma resenha para o The New York Times, o crítico de arte Holland Cotter [en] elogiou o Museu Nacional de História e Cultura Afro-Americana (NMAAHC) por sua abordagem "extremamente complexa" da história afro-americana, observando que ela combina "elevação e tragédia em uma rota de colisão fixa". Cotter destacou que a narrativa do museu, espalhada por cinco andares de galerias, "mistura tudo", permitindo aos visitantes confrontar várias versões da história, sem optar por uma versão "confortável". Ele concluiu que espera que o museu "nunca esteja terminado" e que sua visão da história afro-americana, que é também a história americana, continue "fluida, crítica e ricamente confusa", ou seja, "real".
O crítico do Wall Street Journal, Edward Rothstein [en], sugeriu que uma visita de um único dia não seria suficiente para uma pesquisa detalhada do museu, considerando-o "esclarecedor, perturbador, comovente - e falho". Rothstein reconheceu a relevância das exposições sobre a evolução de instituições afro-americanas, como jornais, empresas e igrejas, e destacou as galerias dedicadas à música e aos esportes, que evidenciam como a cultura afro-americana é, na verdade, parte essencial da história e cultura americana. No entanto, ele criticou a falta de uma análise mais crítica e diferenciada de certos episódios históricos, mencionando a ausência de detalhes sobre as doutrinas de Elijah Muhammad, líder da Nação do Islã, e a forma como o movimento Panteras Negras foi retratado, sugerindo que ele foi simplificado e visto de uma perspectiva unidimensional.
A crítica de Diana Muir [en] foi no sentido de que o museu falhou em fornecer uma "perspectiva comparativa", induzindo os visitantes a aceitar afirmações amplas e, por vezes, imprecisas, como a que aparece na sala introdutória sobre a natureza da escravidão antes de 1400. Apesar disso, Muir concluiu que, no geral, o NMAAHC "mostra que é possível fazer bem um museu de identidade", com uma base de estudos rigorosos que podem informar, entusiasmar e até inspirar o público.

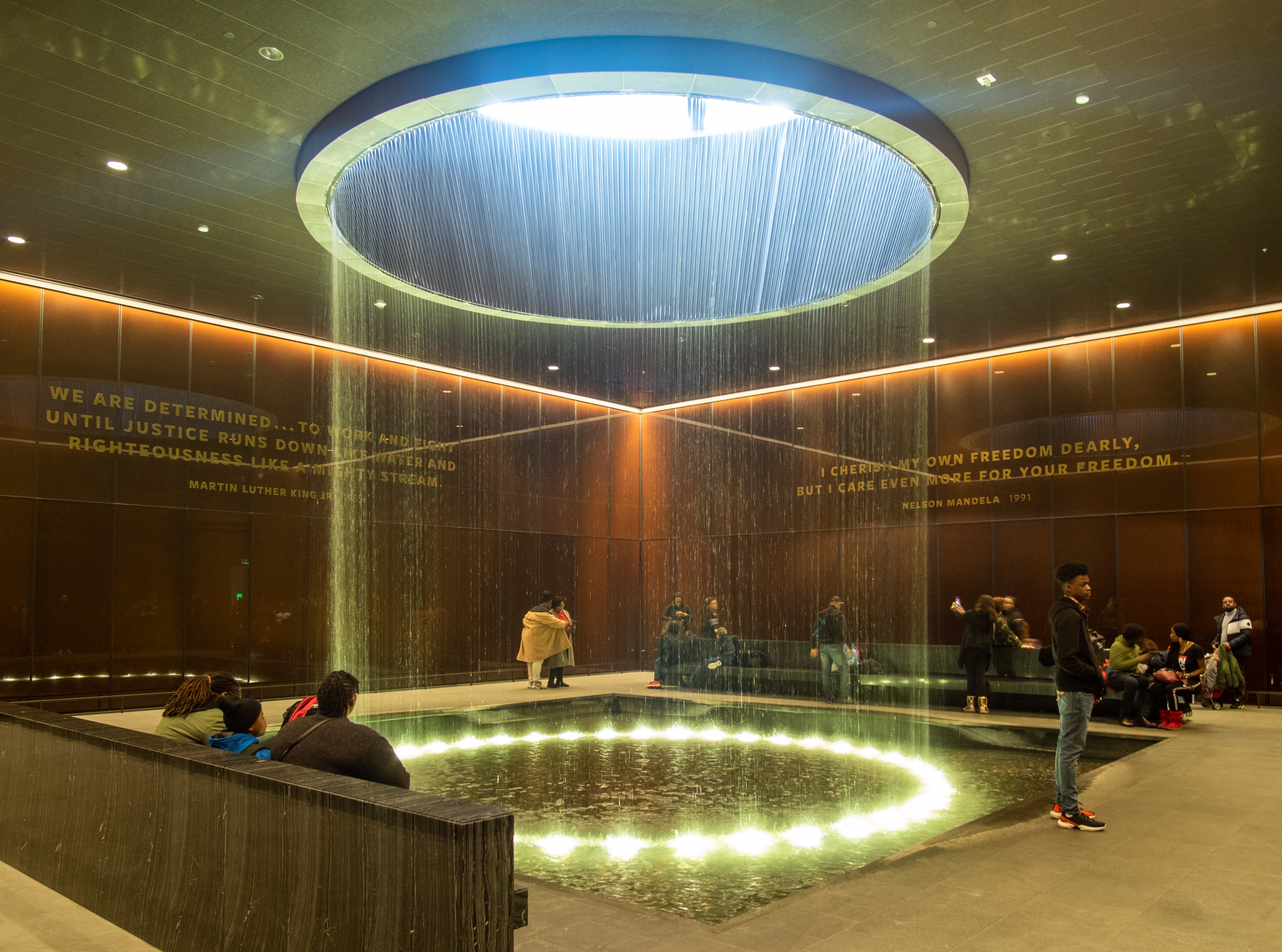
O Tribunal Contemplativo

Uma polêmica notável surgiu devido à falta de material sobre Clarence Thomas, o juiz da Suprema Corte dos Estados Unidos, o que levou à apresentação de uma resolução por seis senadores republicanos que argumentaram que ele deveria ter um "lugar de destaque" no museu.
O crítico de arquitetura do Los Angeles Times, Christopher Hawthorne, considerou o museu o "edifício público mais impressionante e ambicioso a ser erguido em Washington em uma geração". Apesar de apontar algumas falhas e sinais de cortes de custos no projeto, Hawthorne elogiou a maneira como o edifício consegue refletir, de forma enigmática e instável, "enormes abismos no caráter nacional", sem tentar resolvê-los de forma simplista. O museu, segundo ele, abrange "memória e aspiração, protesto e reconciliação, orgulho e vergonha".
Philip Kennicott, crítico de arquitetura do Washington Post, avaliou o museu em seu aniversário de um ano, concluindo que ele "mudou o centro de gravidade no Mall", trazendo uma nova energia à região. Kennicott elogiou o museu por ter uma sensação "alusiva e mediada", em contraste com a estética mais tradicional e transparente de outros museus. Ele mencionou a forma dramática como o museu se relaciona com seus arredores, mas criticou a "confusão de elevações" nas galerias históricas, que, segundo ele, resultaram em um "gargalo" no tráfego de visitantes. Ele também notou que o Contemplative Court estava sendo afetado por problemas de corrosão no teto menos de um ano após a inauguração.

## Polêmicas
Em julho de 2020, o NMAAHC enfrentou controvérsia após remover um gráfico de seu site intitulado "Aspects and Assumptions of Whiteness & White Culture in the United States" ("Aspectos e Suposições da Branquitude e da Cultura Branca nos Estados Unidos"). O gráfico, publicado inicialmente em março de 2020, associava conceitos como objetividade, pensamento racional e trabalho árduo à cultura branca. Após receber críticas, os funcionários do museu pediram desculpas e retiraram o gráfico, explicando que ele não contribuiu para o debate conforme havia sido planejado.